# شهرستان رونلز (تگزاس)
رونلز کانتی (به انگلیسی: Runnels County) یک شهرستان در ایالت تگزاس آمریکا است. مرکز این شهرستان در بلنیجر واقع شده و در آمارگیری سال ۲۰۱۰، جمعیت این شهرستان ۱۰٬۵۰۱ نفر بوده است. رونلز کانتی ۲٬۷۳۷٫۶۳ کیلومتر مربع مساحت دارد.